# ムールー石
ムールー石(Moolooite)は、化学式Cu++(C2O4)·n(H2O) (n<1)（水和シュウ酸銅）の珍しい青緑色の鉱物である。1986年に西オーストラリア州マーチソンのmooloo downs stationでRichard M ClarkeとIan R Williamsが発見した。斜方晶系の結晶構造で、グアノと風化した硫化銅の相互作用により生じる。
また、フランスのヴォージュ山脈にある銀鉱山の町サント=マリー=オー=ミーヌで産出した記録がある。